# Federação Portuguesa de Kickboxing e Muay Thai
A Federação Portuguesa de Kickboxing e Muay Thai é uma instituição de utilidade pública de Portugal fundada em Janeiro de 1988, para a promoção do Kickboxing em Portugal. É uma federação associada da Confederação do Desporto de Portugal (CDP).

## Associações
- (desde 16 de Fevereiro de 1990) Associação de Kickboxing de Lisboa

- (desde 9 de Junho de 1998) Associação de Kickboxing / Muay-Thai do Centro

- (desde 27 de Outubro de 1998) Associação de Kickboxing / MuayThai dos Açores

- (desde 22 de Novembro de 1998) Associação de Kickboxing - Full Contact do Algarve

- Associação de Kickboxing — Full Contact da Região Norte

- Associação de Desportos da Madeira - Secção de Kickboxing

## Disciplinas
- Muay Thai
- Full contact
- Semi contact
- Light contact
- Low kick
- K-1
- Thai boxing
- Aero kick